# Ardente fiamma
Ardente fiamma (Moonlight Sonata) è un film del 1937, diretto da Lothar Mendes, che vede tra gli altri protagonisti il celebre pianista polacco Ignacy Jan Paderewski.

## Trama
In una lussuosa villa in Svezia, abitata dalla Baronessa Landenborg, vengono ospitati alcuni viaggiatori, costretti dal maltempo ad un atterraggio di fortuna con il loro aereo. Tra di loro si nasconde un seduttore di donne facoltose che si mette subito all'opera per sedurre la sua bella e ricca ospite, che tuttavia è amata e corteggiata con passione da un giovane nobiluomo che però non è ricambiato. Con l'aiuto del celebre pianista Paderewsky, quest'ultimo smaschera le false intenzioni del seduttore ed ottiene l'amore della sua baronessa.

## Distribuzione
Il 18 giugno 1946 nel Regno Unito ne uscì una riedizione con il titolo The Charmer.